# 次毫米波陣列望遠鏡

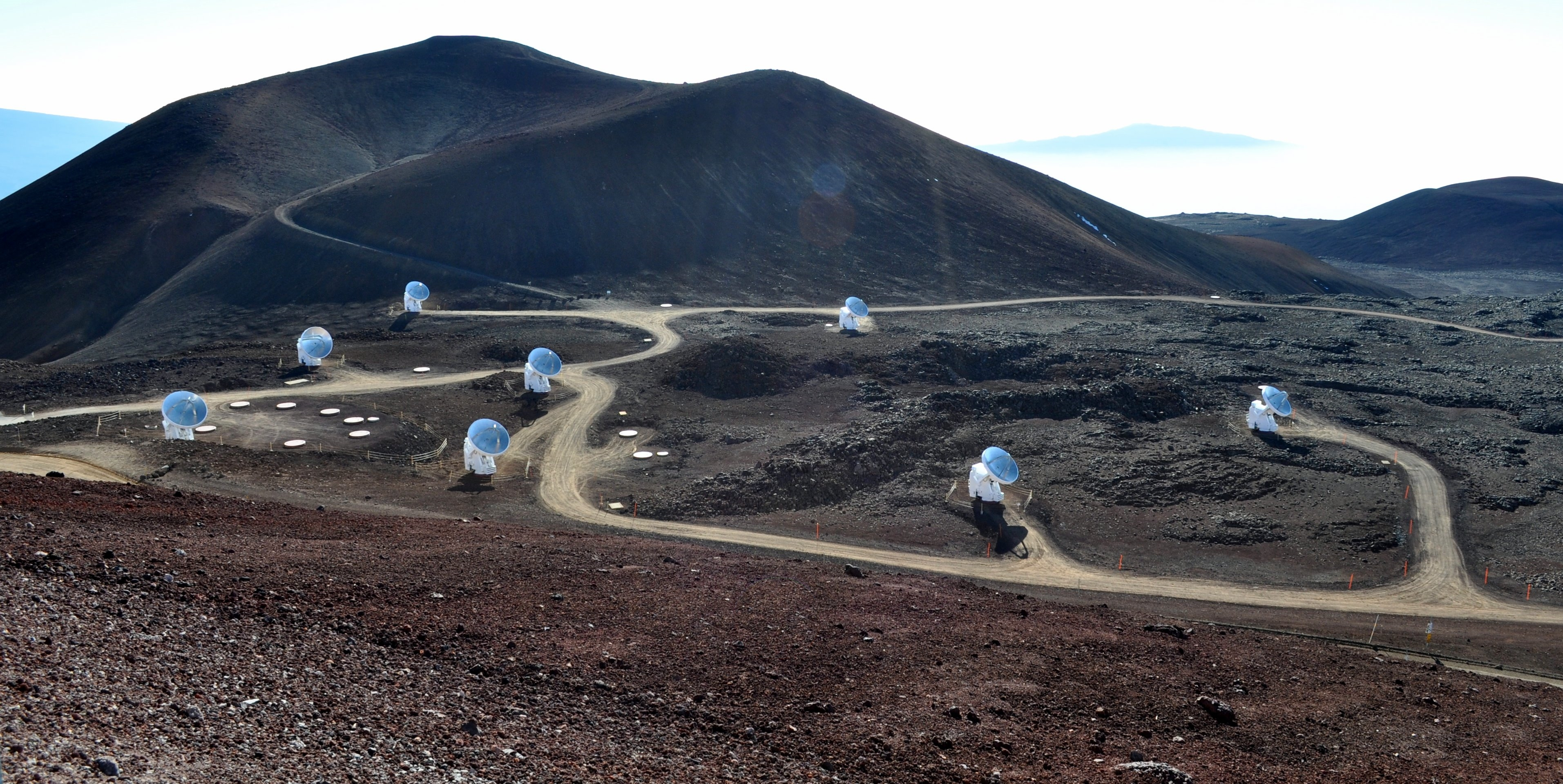
次毫米波陣列望遠鏡

次毫米波陣列望遠鏡（Sub-Millimeter Array，簡稱SMA）位於美國夏威夷毛納基山天文台，是由美國夏威夷大島上的史密松天体物理台與台灣的中央研究院天文及天文物理研究所合作興建。首先由史密松天文台所建造的六座次毫米波陣列望遠鏡先行測試運轉，其後由台灣負責製造的兩座次毫米波陣列望遠鏡（Sub-Millimeter ARray of Taiwan, SMART）也設置完成，並於2003年11月22日共同舉行這八座次毫米波陣列望遠鏡及操控中心的啟用典禮。
次毫米波是指波長略小於毫米的電磁波。比起大家較熟悉的無線電波段和光學波段，次毫米波段無疑稱得上是天文學中相對發展較晚的領域。次毫米波段介於紅外線與微波之間，頻率為300～900吉赫，波長則介於1～0.3毫米，是研究恆星形成的最佳頻段，但因其透明度較低，只能在海拔4000公尺以上，氣候乾燥且氣流穩定的高地才能觀測到。
設置在毛納基山的這八座次毫米波陣列望遠鏡，個別直徑均為6公尺，能夠共同構成一個天線陣列，用以模擬出一座直徑508公尺、面積大約九座足球場大小的單一碟型望遠鏡。

## 外部連結
- 次毫米波電波天文學與SMA （页面存档备份，存于）